# Treize desserts
Ne doit pas être confondu avec Souper des douze plats.
Les treize desserts, ou calenos, présentés à la fin du gros souper servi lors de la veillée de la fête de Noël font partie de la tradition provençale, tradition ancienne pour ce qui est des desserts et assez jeune en ce qui concerne le nombre treize.
Gibassier, pompe à l'huile et fougasse sont 3 noms pour désigner le même dessert.

## Les calenos

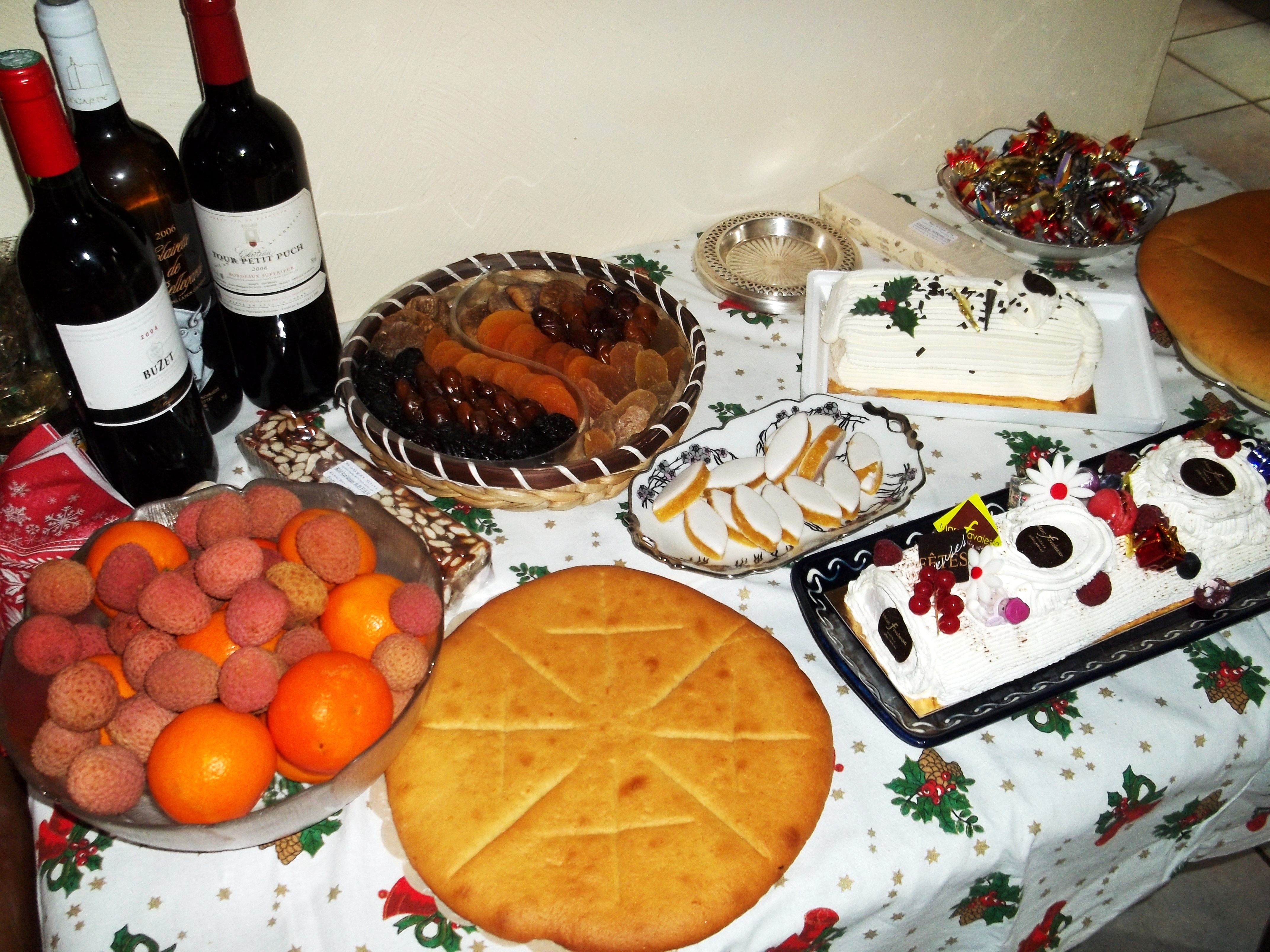
Les treize desserts en Provence

Jusque dans les années 1920, il n'existe aucun texte quantifiant les desserts provençaux de Noël. Ils sont simplement, depuis le début du XXe siècle, désignés couramment comme les calenos et décrits depuis longtemps pour leur abondance et leur douceur.
François Marchetti, curé de paroisse d'un quartier de Marseille, les cite sans en donner le nombre, en 1683, dans son Explication des usages et coutumes des Marseillais. Il retient les fruits frais ou secs et la pompe à l'huile qui « régalent les gens les deux derniers jours » avant Noël. Mais il s'attarde plus sur l'usage des trois nappes blanches qui recouvrent la table sur laquelle sont disposés treize pains, les douze petits représentant les apôtres et le plus grand le Christ.
Entre 1783 et 1787, Laurent Pierre Bérenger, rédige ses Soirées provençales ou Lettres de M. Bérenger écrites à ses amis pendant ses voyages dans sa patrie. Il consacre un chapitre aux desserts de Noël dont il dresse un inventaire. Il cite les figues, les raisins frais et secs, les pruneaux de Brignoles, les oranges, les pommes, les poires, les cédrats confits, les biscuits, les nougats mais n'indique aucun chiffre.
Au début du XIXe siècle, Aubin Louis Millin de Grandmaison quitte Paris pour entreprendre un Voyage dans les départements du Midi de la France. Il fait publier son ouvrage en 1808 et décrit une fête de Noël qu'il a passée à Marseille. L'inventaire des desserts, toujours non chiffré, est quasiment le même que celui de Bérenger.
Dans les années 1820, le préfet Christophe de Villeneuve-Bargemon fait dresser la Statistique du département des Bouches-du-Rhône. Un de ses buts est de répertorier les us et coutumes du département. Pour la première fois, il y est fait nominativement allusion au gros soupé et aux calenos. Ceux-ci sont décrits comme des « desserts plus ou moins splendides selon l'aisance des familles, qui consistent en gâteaux, fruits secs, confitures, biscuits et sucreries, pompes et châtaignes qui ne manquent jamais ».

## Influence des félibres

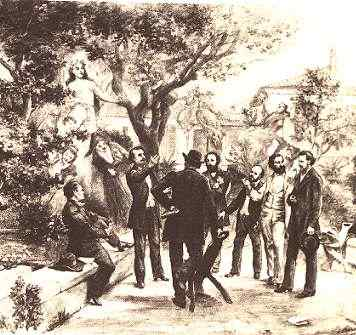
Réunion du Félibrige, à Font-Ségugne, en 1854

En 1854, réunis à Font-Ségugne, à Châteauneuf-de-Gadagne, les sept félibres avec leur chef de file Frédéric Mistral, se donnent comme mission, non seulement de restaurer et de maintenir la langue provençale, mais de conserver à la Provence son identité culturelle à travers la maintenance de ses fêtes et usages.
Disciple de Mistral, qui ne cite jamais le chiffre treize mais évoque les friandises exquises de la veillée de Noël, l'année même de la fondation du Félibrige, François Mazuy rédige des chroniques sur les coutumes marseillaises. Il convient d'ailleurs qu'à Marseille le rituel des fêtes calendales est resté vivace à travers le gros souper et ses desserts qu'il énumère. Il y a figues sèches, raisins, amandes, noix, poires, oranges, châtaignes, nougat et vin cuit.
Pourtant, les récits donnés par ses successeurs vont être tous empreints de nostalgie sur le thème « les fêtes calendales et ancestrales se meurent ». C'est le cas de Pierre Mazières qui déplore, en 1873, la disparition du gros souper et de ses desserts « cette tradition de nos pères », de Horace Bertin, en 1888, qui explique « Il ne resta plus rien des Noëls d'antan ».
Entre-temps, en 1885, un chroniqueur, Edmond de Catelin, dit Stephen d'Arvre, tout en considérant que « le gros souper n'est plus qu'à l'état de légende », avait fait allusion à la table chargée « des plats réglementaires et des douze desserts obligatoires ». Pour la première fois ceux-ci étaient quantifiés.
Au début du XXe siècle, la nostalgie pour les Noëls de jadis demeure à la mode en Provence. Mais des regards neufs restent sidérés par la profusion des desserts de Noël. C'est le cas, en 1903, de Thomas A. Janvier, citoyen américain, qui publie The Christmas Kalends of Provence. Il y décrit un gros souper auquel il a été invité à Saint-Rémy-de-Provence, et se dit époustouflé de tant de prodigalité pour cet événement où la tradition « exige qu'un minimum de sept desserts soit servi ».

## La naissance des treize desserts

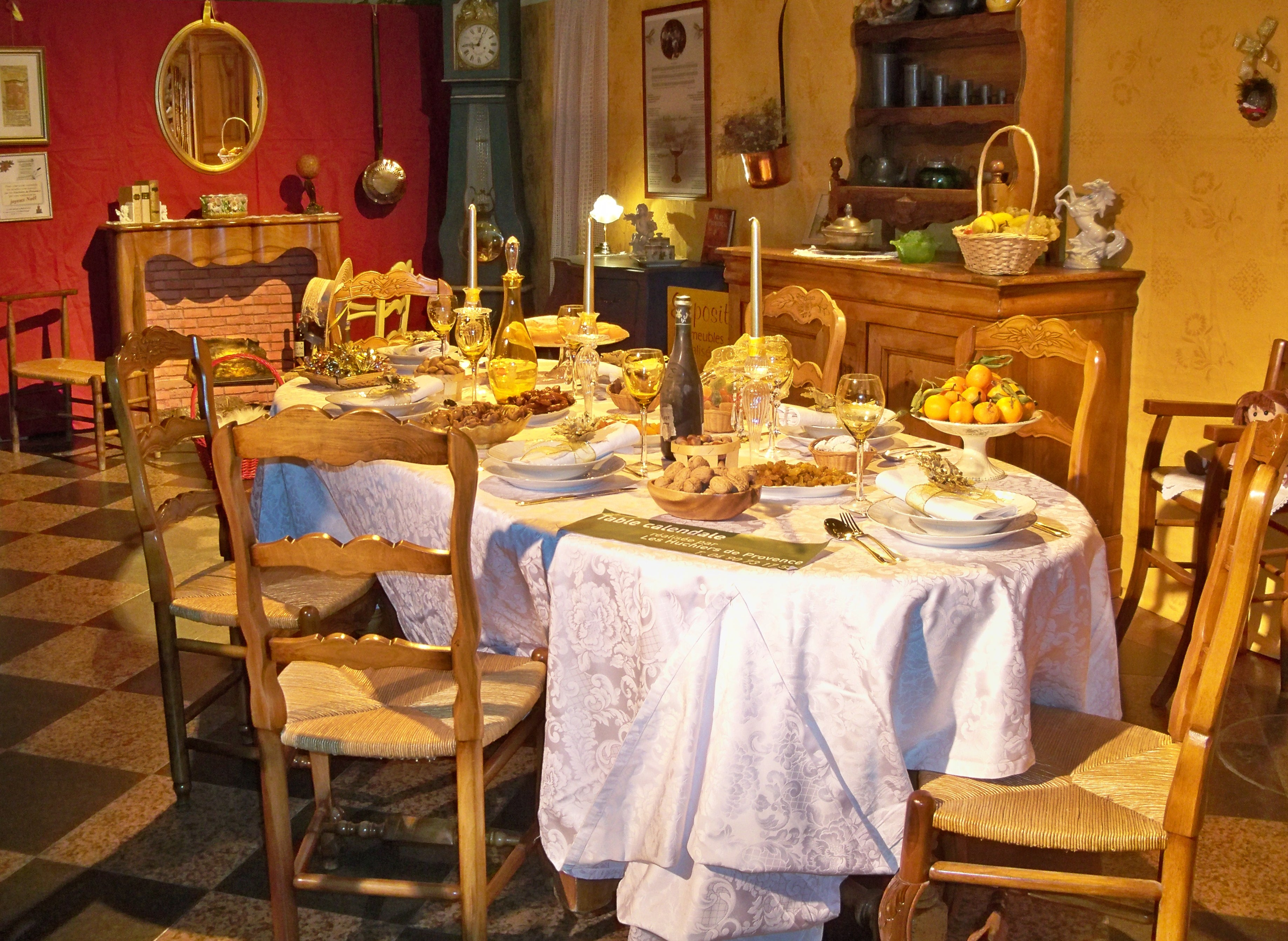
Table du gros souper avec ses trois nappes et les treize desserts

La première mention des treize desserts n'apparaît qu'en 1925. Dans un numéro spécial de Noël du journal La Pignato, un écrivain d'Aubagne, le docteur Joseph Fallen, majoral du Félibrige, affirme : « Voici une quantité de friandises, de gourmandises, les treize desserts : il en faut treize, oui treize, pas plus si vous voulez, mais pas un de moins ».
Dans son énumération, viennent en tête les pachichòis, autre nom des quatre mendiants (figue, amande, noix et raisin sec) qui doivent servir pour faire le nougat du pauvre ou nougat des capucins. Suivent les noisettes, les pistaches, et le raisin muscat. Puis viennent les « sorbes », les dattes, les pommes, les poires, les oranges et « le dernier melon un peu ridé ». La liste s'allonge avec les grappes de clairette, les pots de confiture, l'eau de coing, les châtaignes au vin cuit. Puis arrivent les desserts de tradition, la pompe à l'huile d'olive, la fougasse, les oreillettes, les nougats blanc, noir et rouge, les petits biscuits et les sucreries, et même du fromage.
L'année suivante, la romancière Marie Gasquet écrit, dans Une enfance provençale, qu'à Noël « il faut treize desserts, treize assiettes de friandises, douze qui versent les produits du pays, du jardin, la treizième beaucoup plus belle, remplie de dattes ».
Au début des années 1930, le Musée du Terroir Marseillais consacre une salle au repas de Noël ; la tradition se codifie. Elle est bien établie en 1946. Tounin Virolaste, chroniqueur de l'Armana prouvençau, rappelant qu'au Museon Arlaten, Frédéric Mistral n'en avait fait mettre que onze sur la table du gros souper, il indique : « Dans le Comtat Venaissin, le peuple veut qu'il y en ait treize, et sûrement dans d'autres endroits aussi. Va pour treize ! ». La tradition comtadine avait prévalu.

## Une tradition méditerranéenne
|  |  |

Plus que la symbolique du nombre 13, qui leur a forgé leur identité provençale, les desserts du gros souper se rattachent à une tradition d'opulence commune à d'autres sociétés méditerranéennes.
Cette accumulation de douceurs se retrouve chez les juifs séfarades lors du Roch Hachana où se dégustent figues, amandes, raisins et turrado (nougat).
Il en est de même chez les Grecs d'Égypte au cours des fêtes marquant le changement d'année. Dans la maison, est tenu à la disposition des hôtes et des visiteurs un plateau empli d'amandes, de noisettes, de noix, de pruneaux et de châtaignes.
La Catalogne célèbre Noël dans l'abondance avec touron, fruits secs, pâtisseries à base de pâte d'amande, de miel et d'épices. Le Languedoc a lui aussi adopté les treize desserts où la carthagène remplace le vin cuit. La tradition veut que, repas fini, tout soit laissé en place, y compris les miettes qui parsèment la table. Ces restes sont censés servir de nourriture aux esprits qui rôdent dans la maison et aux défunts de la famille. Les Arméniens de Marseille ont fait de même. Pour leur jour de Noël, qui se fête le 6 janvier, ils présentent les treize desserts accompagnés de leurs pâtisseries spécifiques.

## Cinquante-cinq variétés
En fonction des régions, des cantons, des villes et même des familles, la composition varie. Il en a été compté plus de cinquante-cinq. En dépit de cela, il existe une tentation d'imposer des canons pour une codification des treize desserts. Tenter de gommer leur diversité et le caractère innovant des pratiques locales est une gageure face à une dynamique bien vivante. À la limite, elle ne peut avoir qu'un but commercial comme celle de ces quatre associations d'Aix-en-Provence, dont deux professionnelles, qui ont déposé une liste de treize desserts, la déclarant de référence, en précisant qu'il s'agit pour elles de « valider une liste qui désormais fait foi et doit contribuer à éviter des erreurs et autres aberrations ».
Même si les treize desserts du « musée des Arts et Traditions populaires du terroir marseillais » sont souvent présentés comme la référence, ce n'est qu'une liste indicative.
|  |  | pommes poires melon vert nougat noir et nougat blanc fruits confits calissons | pommes poires melon vert nougat noir et nougat blanc fruits confits calissons |  |  | pompe à l'huile oreillettes dattes « quatre mendiants » : noix et noisettes, figues sèches, amandes et raisins secs | pompe à l'huile oreillettes dattes « quatre mendiants » : noix et noisettes, figues sèches, amandes et raisins secs |

|  |  | pompe à l'huile fougasse noix noisettes nougat blanc fruits confits | pompe à l'huile fougasse noix noisettes nougat blanc fruits confits |  |  | pommes poires oranges raisins frais vin cuit dattes pâte de fruits | pommes poires oranges raisins frais vin cuit dattes pâte de fruits |

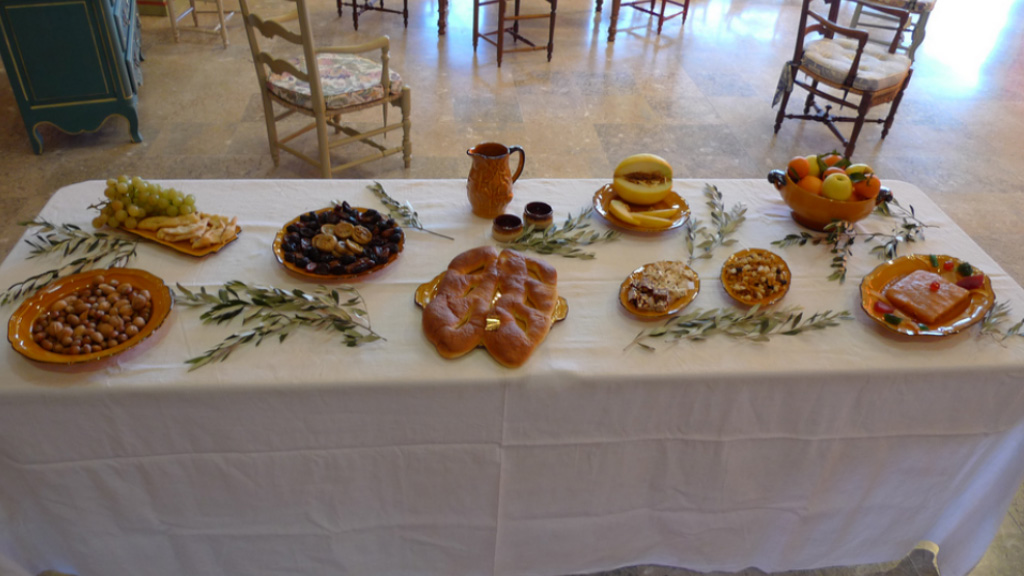
Les treize desserts :

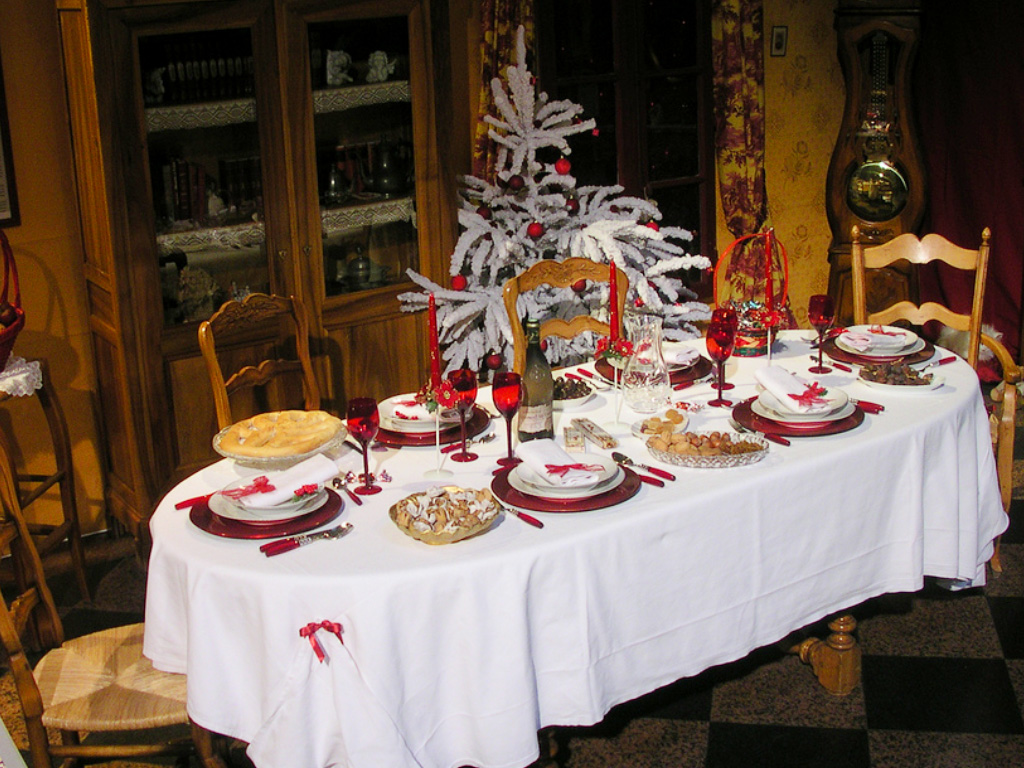
Les treize desserts :

Elle propose la pompe à l'huile (pòmpa a l'òli) ou bien la fougasse d'Aigues Mortes à la fleur d'oranger, les Quatre mendiants, représentant les différents ordres religieux ayant fait vœu de pauvreté (noix ou noisettes pour les Augustins, figues sèches pour les Franciscains, amandes pour les Carmes et raisins secs pour les Dominicains), les pommes, les poires, le verdaù (melon vert), le nougat noir et le nougat blanc, les sorbes et les raisins frais. À ces desserts, peuvent être substituées ou ajoutées des mandarines, des confiseries (chocolat, fruits confits, calissons), de la pâte de coing ou d'autres pâtes de fruit, des bugnes, des oreillettes et surtout des dattes, seul fruit exotique, souvenir de la fuite en Égypte, avec le « O » gravé sur son noyau qui rappelle l'exclamation de la Vierge, de saint Joseph et de l'Enfant Jésus lorsqu'ils goûtèrent le fruit.
En pays niçois, ils se présentent aussi avec des variantes selon les villages, même s'ils ont un tronc commun. On y retrouve la fougasse à la fleur d'oranger de Grasse, le gibassié ou pompe à l'huile, le nougat blanc et le nougat noir (les nougats représentent les rois mages), les dattes, les fruits secs, symboles des quatre ordres mendiants.
S'y ajoutent les spécialités locales comme la tourte de blette, les tartes aux noix ou à la confiture, la panade, tarte à  la confiture de méréville (appelé aussi "citre") typique  du Comtat Venaissin, les fruits confits (oranges, clémentines, melon), la pâte de coings ou les pâtes de fruits, les mandarines et les oranges, les pommes, les poires, dont les poires au vin cuit, les raisins de Saint-Jeannet mis à conserver avec de la cire sur le pecou (le pédoncule) depuis le mois de septembre.
Sur le tronc commun, peuvent aussi s'adjoindre les prunes de Brignoles ou pignolats, les cédrats confits, les confitures de fruit au moût de raisin, les galettes au lait parfumées au fenouil et au cumin, et le redoutable cachat.
Les desserts peuvent être bus avec du vin cuit, ou du vin muscat, dans lequel on trempe la fougassette, tandis qu'à la fin apparaissent les liqueurs maison. Parmi celles-ci, on retrouve le ratafia de cerises et la carthagène.